# ویکتور پولتائف
ویکتور پولتائف (روسی: Виктор Евгеньевич Полетаев؛ ۲۷ ژوئیهٔ ۱۹۹۵ – ) بازیکن والیبال اهل روسیه عضو تیم ملی روسیه است.
از باشگاه‌هایی که در آن بازی کرده‌است می‌توان به باشگاه والیبال زنیت کازان اشاره کرد.